# Joanne Kyger
Joanne Kyger (ur. 19 listopada 1934, zm. 22 marca 2017) – amerykańska poetka.
Autorka ponad 30 tomików poetyckich. Związana z awangardą poetycką z San Francisco (San Francisco Renaissance), Black Mountain College, Szkoły Nowojorskiej (New York School) oraz Beat Generation. Joanne Kyger studiowała filozofię i literaturę na Uniwersytecie Kalifornijskim w Santa Barbara.